# شهرستان وارد (داکوتای شمالی)
شهرستان وارد، داکوتای شمالی (به انگلیسی: Ward County, North Dakota) یک سکونتگاه مسکونی در ایالات متحده آمریکا است که در داکوتای شمالی واقع شده‌است.

## خصوصیات
شهرستان وارد ۵٬۳۲۵٫۰۵ کیلومترمربع مساحت دارد.